# طره (نطنز)
طره (نطنز)، روستایی از توابع بخش مرکزی شهرستان نطنز در استان اصفهان ایران است.
این روستا در کنار روستای ابیانه است .با اینکه این روستا هم جاذبه تاریخی دارد اما به دلیل برهم نخوردن آرامش مردم کسی در روستا به عنوان توریست رفت و آمد نمیکند

## جمعیت
این روستا در دهستان برزرود قرار دارد و براساس سرشماری مرکز آمار ایران در سال ۱۳۸۵، جمعیت آن ۲۴۴ نفر (۱۲۴خانوار) بوده‌است.
اما در زمستان جمعیت این روستا به طرز چشمگیری کاهش پیدا میکند